# Station Lilleby
Station Lilleby (Noors: Lileby holdeplass) is een halte in de Noorse stad Trondheim. De halte ligt ten oosten van Trondheim-S aan Meråkerbanen. Lilleby wordt bediend door de stoptreinen van lijn 26, die rijden tussen Røros/Lerkendal en Steinkjer/Rotvoll.